# Toumani Diabaté
Toumani Diabaté (10. srpna 1965 Bamako – 19. července 2024 Bamako) byl malijský hudebník, hráč na strunný nástroj kora. 
Je sedmdesátou první generací v rodu dědičných griotů, který odvozuje svůj původ z doby Malijské říše. Jeho otcem byl hráč na koru Sidiki Diabaté. Od třinácti let hrál v doprovodné skupině zpěvačky Kandii Kouyatéové a pak byl přijat do Ensemble instrumental national du Mali. První sólové album nahrál v roce 1988 v Londýně v produkci Lucy Duránové. Později spolupracoval s vydavatelstvím World Circuit. Založil skupinu Symmetric Orchestra, kde působil také Ballaké Sissoko. Jeho dalším spoluhráčem byl Ali Farka Touré, za společné album Ali & Toumani  získali v roce 2011 Cenu Grammy v kategorii world music.
Jeho hudba spojovala africký folklór, jazz a flamenco, za svůj hudební vzor označil Jamese Browna. Spolupracoval s Dannym Thompsonem, Bélou Fleckem, Arnaldem Antunesem, Ry Cooderem a Roswellem Ruddem. S americkým bluesmanem Taj Mahalem vydal album Kulanjan. Na desce Kôrôlén ho doprovázel London Symphony Orchestra. Hostoval ve skladbě „Hope“ na albu islandské zpěvačky Björk nazvaném Volta. Jeho skladba „Tapha Niang“ byla použita ve videohře LittleBigPlanet, což vyvolalo kontroverze kvůli použitým citátům z koránu (firma Sony Interactive Entertainment se je nakonec rozhodla vypustit).
V roce 2008 byl jmenován vyslancem dobré vůle Organizace spojených národů pro prevenci AIDS. Vystoupil na festivalech WOMAD, Glastonbury, All Tomorrow's Parties a Roskilde i na literárním festivalu v Hay-on-Wye. Účinkoval v hudebním dokumentu Samuela Chalarda Bamako Is a Miracle. V roce 2014 mu byl udělen čestný doktorát SOAS, University of London.
Zemřel ve věku 58 let při natáčení alba Totem se skupinou Lamomali. Jeho nástupcem je syn, zpěvák a skladatel Sidiki Diabaté.

## Diskografie
- Kaira (1988)
- Songhai (1989)
- Shake the Whole World (1992)
- Songhai 2 (1994)
- Djelika (1995)
- New Ancient Strings
- Kulanjan (1999)
- Malicool (2002)
- In the Heart of the Moon (2005)
- The Mandé Variations (2008)
- Ali and Toumani (2010)
- A Curva da Cintura (2011)
- Lamomali (2017)
- The Ripple Effect
- Kôrôlén (2021)
- The Sky Is the Same Colour Everywhere (2023)